# Travessia del Portal Nou (Girona)
La travessia del Portal Nou és un carreró del municipi del barri vell de Girona amb diversos edificis que formen part de l'Inventari del Patrimoni Arquitectònic de Catalunya. Aquesta travessia deriva del carrer del Portal Nou i va fins a la cruïlla de la pujada de Sant Martí i la pujada de Sant Domènec, creuant-se amb la plaça de Federico Fellini i les escales de n'Onofre Pou.
El primer nom conegut per la travessia era el de carrer de l'Olivera de Sant Martí, al segle xvi, per l'antic col·legi dels jesuïtes de Sant Martí Sacosta, que actualment allotja el Seminari de Girona i l'Arxiu Diocesà de Girona. El 1855 s'intentà habilitar la part de l'edifici que dona a la travessia, la que correspon al número 3, com a presó i així fou emprada després de la guerra civil per tancar a centenars de republicans.
Després de la reforma del nomenclàtor que l'Ajuntament de Girona dugué a terme el 1876, se l'anomenà carrer de l'Olivera, nom que no prosperà doncs el 1895 l'Ajuntament col·locava definitivament el rètol amb el nom actual de travessia del Portal Nou.

## Número 2
L'habitatge amb tribuna situada al número 2 és una obra inclosa en l'Inventari del Patrimoni Arquitectònic de Catalunya. Edifici residencial de planta irregular que ocupa part d'una parcel·la situada en el punt més alt de la pujada de Sant Martí. Exteriorment presenta unes façanes de caràcter eclèctic, amb acabat d'arrebossat imitació pedra. Destaquen com a més singular la tribuna del primer pis que dona a la pujada. Les façanes presenten motllures horitzontals a nivell de forjats i en el coronament superior. Ofereix un cert interès el jardí annex de l'edifici.

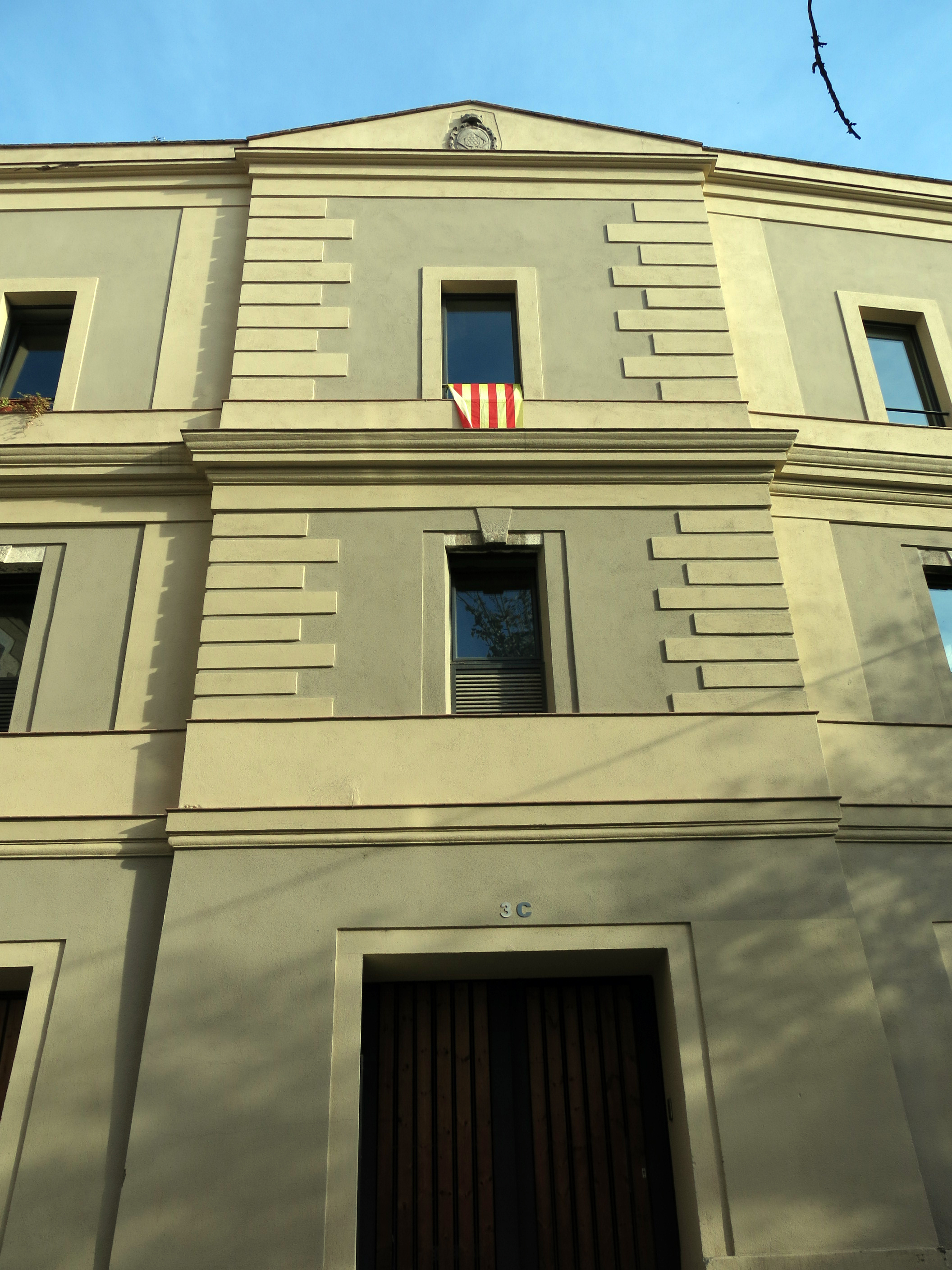
Número 3

## Número 3
L'edifici del número 3 del Carrer Portal Nou és un edifici amb parets portants, estructurat en tres crugies paral·leles i planta rectangular, amb afegits. La façana principal presenta tres nivells de plantes, que s'acusen a façana amb senzilles cornises. El conjunt de la façana principal presenta un cos central lleugerament avançat respecta la resta i amb un petit frontó a la part superior que accentua el seu interès. L'acabat exterior és fet amb diferents textures d'arrebossat. La porta principal ha estat modificada. En el planell de la casa de l'any 1882 hi consta que era la presó.

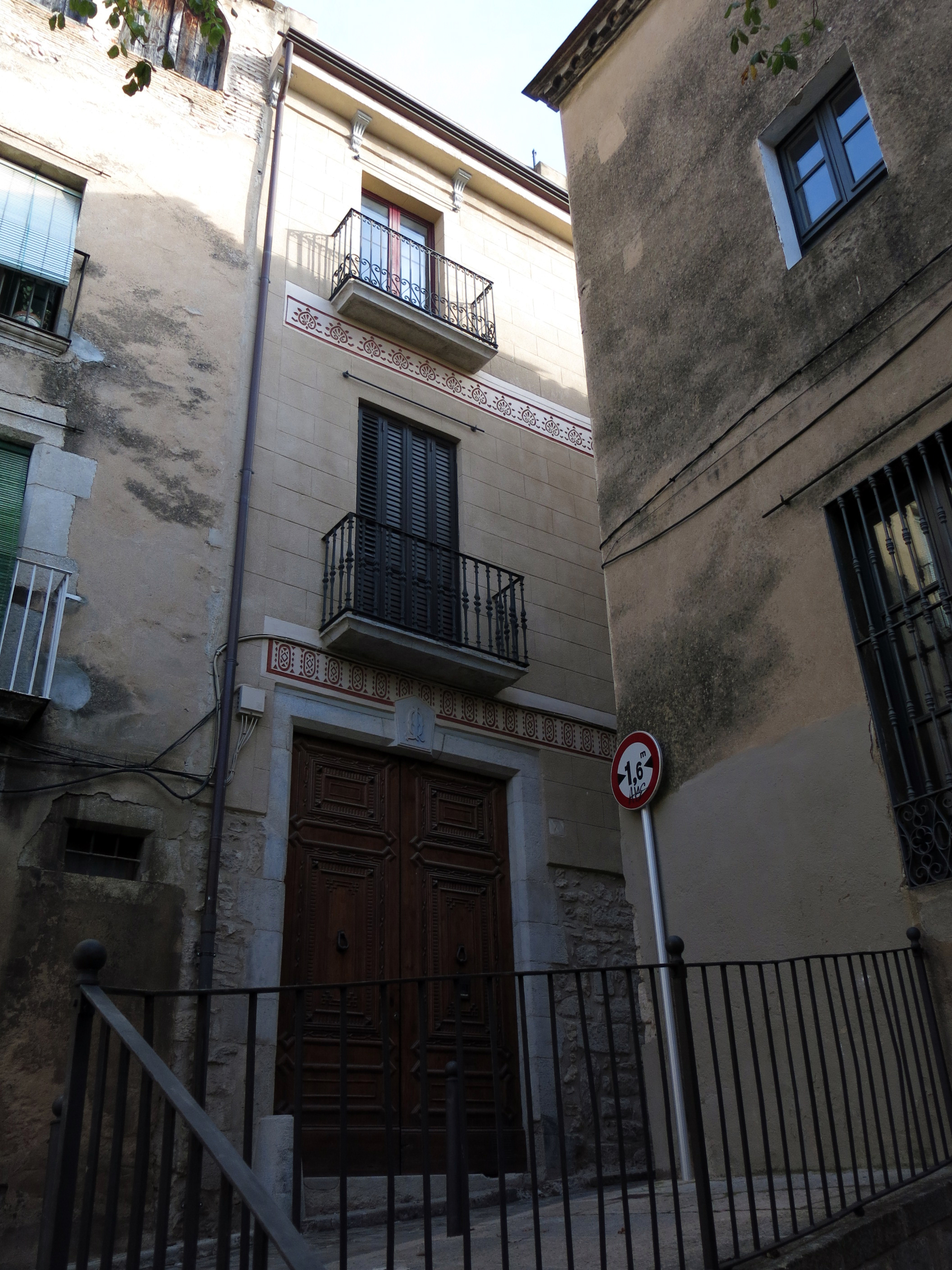
Número 7

## Número 7
L'habitatge del número 7 és una obra inclosa en l'Inventari del Patrimoni Arquitectònic de Catalunya. Edifici que presenta magatzem a la planta baixa i habitatges als nivells superiors. La planta és rectangular i presenta parets portants. La façana principal és de caràcter eclèctic, amb acabament arrebossat, i elements ornamentals també de pasta artificial. A la part superior hi ha un ràfec amb mènsules i, coincidint amb els balcons, unes línies d'imposta ornades. El vestíbul d'accés a l'escala presenta dues arcades ornamentals i pilars amb capitells. Interessant la porta de fusta de l'accés.